# کنت برنارد
کنت برنارد (انگلیسی: Kent Bernard؛ زادهٔ ۲۷ مهٔ ۱۹۴۲) ورزشکار دو و میدانی اهل ترینیداد و توباگو است.